# Polastron (Gers)
Polastron è un comune francese di 261 abitanti situato nel dipartimento del Gers nella regione dell'Occitania.

## Società

### Evoluzione demografica
Abitanti censiti